# Audrey Tautou
Audrey Justine Tautou (Beaumont, 9 agosto 1976) è un'attrice e modella francese.
Celebre per il ruolo di Amélie Poulain ne Il favoloso mondo di Amélie. In carriera ha ricevuto due candidature ai Premi BAFTA e cinque candidature al Premio César, vincendolo una volta.

## Biografia

### Le origini e gli inizi
Audrey Tautou, che deve il suo nome alla famosa attrice Audrey Hepburn, nasce nel 1976 a Beaumont, una cittadina del dipartimento Puy-de-Dôme nella regione dell'Alvernia (Francia centro meridionale), dal dentista Bernard Tautou e dalla madre medico e in seguito politica locale Évelyne. Ottenuta la maturità scientifica al Lycée Madame de Staël di Montluçon, si iscrive all'Institut catholique de Paris per studiare Lettere moderne, ma la sua passione per la recitazione è molto forte: lascia quindi gli studi e inizia la carriera d'attrice recitando in un film TV.

### Carriera
Dopo aver attirato l'attenzione sulle sue capacità con il film Sciampiste & Co., ottiene successo internazionale grazie al fortunato film del 2001 Il favoloso mondo di Amélie, diretto da Jean-Pierre Jeunet, vincitore di 4 premi César e nominato per 5 premi Oscar (Oscar al miglior film straniero, Oscar alla migliore sceneggiatura originale, Oscar alla migliore fotografia, Oscar alla migliore scenografia, Oscar al miglior sonoro). Il clamore internazionale suscitato dalla sua interpretazione le ha fatto guadagnare le attenzioni di registi come Stephen Frears, Amos Kollek e Alain Resnais.

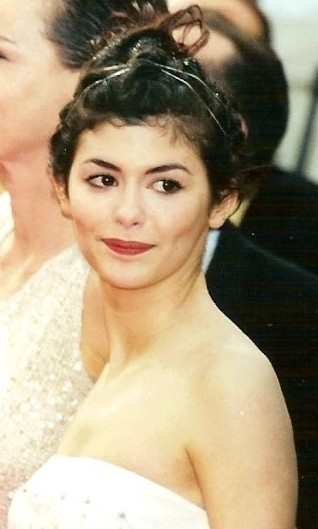
Audrey Tautou al Festival di Cannes 1999

Nel 2002 recita nel film Piccoli affari sporchi, che tratta il delicato tema del mercato nero di organi umani, diretta da Stephen Frears. Ha ritrovato la regia di Jeunet impersonando, nel 2004, Mathilde in Una lunga domenica di passioni, adattamento dell'omonimo romanzo del 1991 di Sébastien Japrisot, che narra la storia di una ragazza francese che aspetta il ritorno dell'amato dal campo di battaglia. Il film ottiene diverse nomination ai più importanti premi cinematografici tra cui 12 nomination ai Premi César, 2 agli Oscar, 1 nomination ai Golden Globe e 1 nomination ai BAFTA Awards.
Nel 2006 è stata scelta per interpretare Sophie Neveu ne Il codice da Vinci al fianco del due volte Premio Oscar Tom Hanks e diretta dal due volte Premio Oscar Ron Howard. Il film, tratto dall'omonimo e noto libro di Dan Brown, pur non essendo accolto da critiche entusiastiche, è un successo internazionale: incassa la cifra di 758.239.851 $ entrando nella classifica dei film più visti al mondo e solo in Italia registra l'incasso di ben 39 milioni di dollari.
Nel 2006 è protagonista assieme a Gad Elmaleh del film Ti va di pagare? - Priceless, che ottiene critiche positive e viene definito come una commedia graziosa che richiama il genere sophisticated comedy dei tempi d'oro di Hollywood.
Nel 2009 è la nuova testimonial del profumo Chanel N°5, sostituendo Nicole Kidman e sempre nel 2009 interpreta la stilista francese Coco Chanel nel film Coco avant Chanel - L'amore prima del mito. Il film è molto apprezzato dalla critica e riceve: 1 nomination ai migliori costumi agli Oscar, 3 nomination agli European Film Awards, 4 nomination ai BAFTA Awards (tra cui miglior attrice), 6 nomination (tra cui miglior attrice e una vittoria per i migliori costumi) ai Premi César, 1 nomination ai Broadcast Film Critics Association Awards e 1 nomination ai Premi Magritte.
Nel 2010 è nel film Beautiful Lies e nel 2011 recita in due film: è nel cast di Des vents contraires e protagonista del dramedy La delicatezza. Nel 2012 è il personaggio principale del film Thérèse Desqueyroux del regista Claude Miller.

### Status
È una delle attrici francesi più pagate e più richieste a livello internazionale, oltre che il simbolo della ritrovata popolarità del cinema francese nel mondo.
Molto legata al cinema transalpino, nel corso della sua carriera, nonostante le tante offerte e la posizione di rilievo che il successo di Il favoloso mondo di Amélie le ha portato, non ha mai abbandonato la Francia per Hollywood, continuando a privilegiare il cinema francofono, pur non disdegnando qualche incursione in quello statunitense, come nel caso de Il codice da Vinci.
È stata fidanzata con il cantautore Matthieu Chedid.

## Filmografia

### Cinema
- Le Boiteux: Baby blues (1999)
- Sciampiste & Co. (Vénus Beauté (Institut)), regia di Tonie Marshall (1999)
- Voyous, voyelles, regia di Serge Meynard (2000)
- Épouse-moi, regia di Harriet Marin (2000)
- Le Libertin, regia di Gabriel Aghion (2000)
- Le Battement d'ailes du papillon, regia di Laurent Firode (2000)
- Il favoloso mondo di Amélie (Le Fabuleux Destin d'Amélie Poulain), regia di Jean-Pierre Jeunet (2001)
- Dio è grande, io no (Dieu est grand, je suis toute petite), regia di Pascale Bailly (2001)
- M'ama non m'ama (À la folie... pas du tout), regia di Laetitia Colombani (2002)
- L'appartamento spagnolo (L'Auberge espagnole), regia di Cédric Klapisch (2002)
- Piccoli affari sporchi (Dirty Pretty Things), regia di Stephen Frears (2002)
- Marinai perduti (Les Marins perdus), regia di Claire Devers (2003)
- Mai sulla bocca (Pas sur la bouche), regia di Alain Resnais (2003)
- Tu mi ami (Happy end), regia di Amos Kollek (2003)
- Una lunga domenica di passioni (Un long dimanche de fiançailles), regia di Jean-Pierre Jeunet (2004)
- Bambole russe (Les Poupées russes), regia di Cédric Klapisch (2005)
- Il codice da Vinci (The Da Vinci Code), regia di Ron Howard (2006)
- Ti va di pagare? - Priceless (Hors de prix), regia di Pierre Salvadori (2006)
- Semplicemente insieme (Ensemble, c'est tout), regia di Claude Berri (2007)
- Coco avant Chanel - L'amore prima del mito (Coco avant Chanel), regia di Anne Fontaine (2009)
- Beautiful Lies (De vrais mensonges), regia di Pierre Salvadori (2010)
- La delicatezza (La Délicatesse), regia di Stéphane Foenkinos e David Foenkinos (2011)
- Des vents contraires, regia di Jalil Lespert (2011)
- Thérèse Desqueyroux, regia di Claude Miller (2012)
- Mood Indigo - La schiuma dei giorni (L'Écume des jours), regia di Michel Gondry (2013)
- Rompicapo a New York (Casse-tête chinois), regia di Cédric Klapisch (2013)
- Microbo & Gasolina (Microbe et Gasoil), regia di Michel Gondry (2015)
- Eternity (Éternité), regia di Trần Anh Hùng (2016)
- L'Odissea, regia di Jérôme Salle (2016)
- Open at Night (Ouvert la nuit), regia di Édouard Baer (2016)
- Éternité, regia di Trần Anh Hùng (2016)
- Christmas & Co., regia di Alain Chabat (2017)
- Going Places, regia di John Turturro (2017)
- Pallottole in libertà (En liberté!), regia di Pierre Salvadori (2018)
- Jesus Rolls - Quintana è tornato! (The Jesus Rolls), regia di John Turturro (2019)

### Televisione
- Il commissario Cordier - Spari oltre la porta - film TV (1992)
- Coeur de cible - film TV (1996)
- La Vérité est un vilain défaut - film TV (1997)
- Bébés boum - film TV (1998)
- Chaos technique - film TV (1998)

### Cortometraggi
- La Vieille Barrière (1998)
- Triste à mourir (1999)

## Riconoscimenti
- Premio César
  - 2000 – Migliore promessa femminile per Sciampiste & Co.
  - 2002 – Candidatura alla migliore attrice per Il favoloso mondo di Amélie
  - 2005 – Candidatura alla migliore attrice per Una lunga domenica di passioni
  - 2010 – Candidatura alla migliore attrice per Coco avant Chanel - L'amore prima del mito
  - 2019 – Candidatura alla migliore attrice non protagonista per Pallottole in libertà
- British Academy Film Award
  - 2002 – Candidatura alla miglior attrice per Il favoloso mondo di Amélie
  - 2010 – Candidatura alla miglior attrice per Coco avant Chanel - L'amore prima del mito
- Premio Lumière
  - 2000 – Miglior promessa femminile per Sciampiste & Co.
  - 2002 – Miglior attrice per Il favoloso mondo di Amélie
- Jupiter Award
  - 2007 – Miglior attrice internazionale per Il codice da Vinci
- Sant Jordi Award
  - 2002 – Miglior attrice straniera per Il favoloso mondo di Amélie
- Satellite Award
  - 2002 – Candidatura alla miglior attrice per Il favoloso mondo di Amélie
- Empire Award
  - 2002 – Candidatura al miglior attrice per Il favoloso mondo di Amélie
- European Film Award
  - 2001 – Candidatura alla miglior attrice per Il favoloso mondo di Amélie
  - 2003 – Candidatura alla miglior attrice per Piccoli affari sporchi
  - 2005 – Candidatura alla miglior attrice per Una lunga domenica di passioni

## Doppiatrici italiane
Nelle versioni in italiano dei suoi film, Audrey Tautou è stata doppiata da:
- Valentina Mari in Il favoloso mondo di Amelie, M'ama non m'ama, L'appartamento spagnolo, Tu mi ami, Bambole russe, Semplicemente insieme, Mood Indigo - La schiuma dei giorni, Microbo e Gasolina, L'Odissea, Pallottole in libertà, Jesus Rolls - Quintana è tornato!
- Stella Musy in Piccoli affari sporchi, Coco avant Chanel - L'amore prima del mito
- Ilaria Stagni in Una lunga domenica di passioni, Beautiful Lies
- Connie Bismuto in Ti va di pagare?, Rompicapo a New York
- Anne Marie Sanchez ne Il codice Da Vinci
- Chiara Francese in La delicatezza